# SOR C 10.5

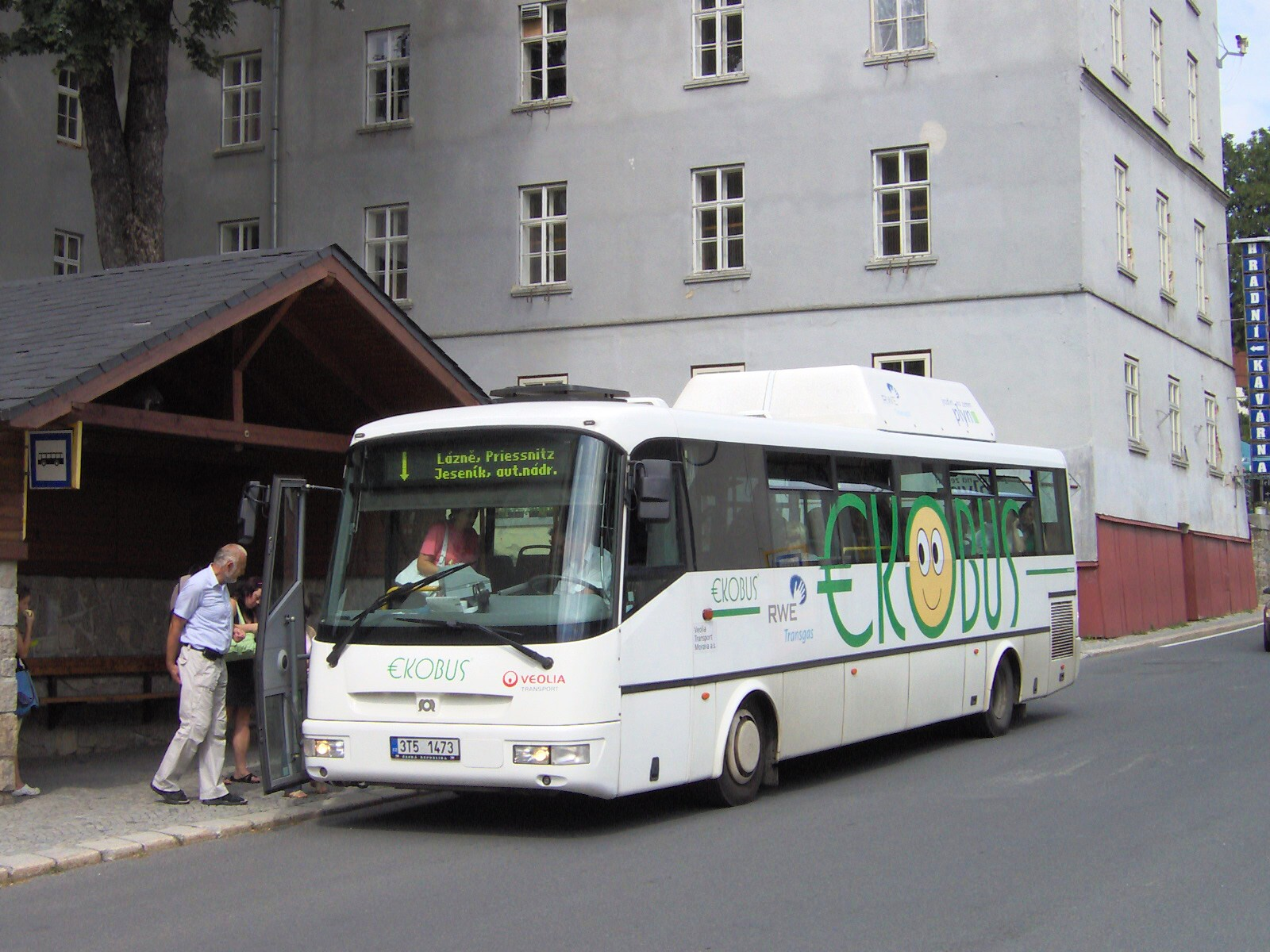
SOR CG 10.5

SOR C 10.5 — междугородный автобус, выпускаемый чешской компанией SOR Libchavy с 2000 года.

## Описание
Автобус SOR C 10.5 оснащён кузовом и несущей рамой. Компоновка автобуса заднемоторная, заднеприводная. Кузов сделан из металла, салон выполнен в пластиковой оправе. Задняя ось автобуса MERITOR. Справа расположены две входные выдвижные двери.

## Производство
Автобусы SOR C 10.5 считаются единственными автобусами длины чуть больше 10,5 метров, которые эксплуатируются в Чехии. Они эксплуатировались в Veolia Transport, TQM Opava и ČSAD Semily.